# Udruga BH novinari
Udruga BH novinari (ili kraće BHN) je neovisna udruga profesionalnih novinara sa sjedištem u Sarajevu. Članovi udruge su novinari zaposleni u dnevnim i lokalnim novinama, stručnim časopisima, radijskim postajama, televiziji.

## Povijest
Utemeljeno je 2004. godine kao krovno udruženje novinara u Bosni i Hercegovini. Aktivnosti joj pokrivaju cijeli teritorij države. Nastalo je dobrovoljnim udruživanjem članova novinarskih organizacija: Nezavisne unije profesionalnih novinara iz Sarajeva, Nezavisne udruge novinara Republike Srpske iz Banje Luke i Udruge novinara Apel iz Mostara.
Udruga BH novinari član je Europske federacije novinara (EFJ) i Međunarodne federacije novinara (IFJ).

## Ciljevi
- zaštiti i poboljšati slobode, prava i odgovornosti novinara kao i zaštiti ugled i dostojanstvo novinarske profesije;
- poboljšati pravo javnosti biti informirana o zbivanjima u društvu, kao i pravo svake osobe na slobodu mišljenja, izražavanja i pristup medijima[2]

## Vanjske poveznice
- Službene stranice